# Matthews' Southern Comfort (album)
| Recensione       | Giudizio |
| ---------------- | -------- |
| AllMusic         | [ 1 ]    |
| Robert Christgau | C+       |

Matthews' Southern Comfort è il primo album dell'omonimo gruppo fondato da Iain Matthews, pubblicato dalla UNI Records (e dalla MCA Records) nel gennaio del 1970.
Nel 1996 la BGO Records (BGOCD313) stampò su un unico CD l'album assieme a Second Spring.

## Tracce
Lato A
1. Colorado Springs Eternal – 3:17 (Steve Barlby)
2. A Commercial Proposition – 3:03 (Richard Thompson)
3. The Castle Far – 3:00 (Steve Barlby)
4. Please Be My Friend – 3:27 (Ian Matthews)
5. What We Say – 3:22 (Ian Matthews)
6. Dream Song – 2:10 (Ian Matthews)

Durata totale: 18:19
Lato B
1. Fly Pigeon Fly – 3:22 (Steve Barlby (Alan Blaikley), Hamwood (Albert Hammond e Mike Hazlewood))
2. The Watch – 2:40 (Frances Cornford, Ian Matthews, Steve Barlby)
3. Sweet Bread – 2:35 (Steve Barlby)
4. Thoughts for a Friend – 3:20 (Ian Matthews)
5. I've Lost You – 2:28 (Steve Barlby)
6. Once Upon a Lifetime – 4:25 (Ian Matthews, Steve Barlby)

Durata totale: 18:50

## Musicisti
- Ian Matthews - voce
- Gordon Huntley - chitarra pedal steel
- Simon Nicol - chitarra elettrica
- Richard Thompson - chitarra elettrica, chitarra acustica
- Roger Coulan - pianoforte, organo hammond
- Pol Palmer - flauto
- Ashley Hutchings - basso
- Gerry Conway - batteria, congas, tamburello
- Marc Ellington - finger symbols
- Pete Wilsher - chitarra fuzz steel (brano: Colorado Springs Eternal)
- Dolly Collins - flute organ (brano: The Castle Far)

Note aggiuntive
- Steve Barlby e Ian Matthews - produttori
- Barry Ainsworth - ingegnere del suono